# Sujata Keshavan
Pour les articles homonymes, voir Keshavan.
 (février 2025).
La mise en forme du texte ne suit pas les recommandations de Wikipédia : il faut le « wikifier ».
Les points d'amélioration suivants sont les cas les plus fréquents. Le détail des points à revoir est peut-être précisé sur la page de discussion.
- Les titres sont pré-formatés par le logiciel. Ils ne sont ni en capitales, ni en gras.
- Le texte ne doit pas être écrit en capitales (les noms de famille non plus), ni en gras, ni en italique, ni en « petit »…
- Le gras n'est utilisé que pour surligner le titre de l'article dans l'introduction, une seule fois.
- L'italique est rarement utilisé : mots en langue étrangère, titres d'œuvres, noms de bateaux, etc.
- Les citations ne sont pas en italique mais en corps de texte normal. Elles sont entourées par des guillemets français : « et ».
- Les listes à puces sont à éviter, des paragraphes rédigés étant largement préférés. Les tableaux sont à réserver à la présentation de données structurées (résultats, etc.).
- Les appels de note de bas de page (petits chiffres en exposant, introduits par l'outil «  Source ») sont à placer entre la fin de phrase et le point final[comme ça].
- Les liens internes (vers d'autres articles de Wikipédia) sont à choisir avec parcimonie. Créez des liens vers des articles approfondissant le sujet. Les termes génériques sans rapport avec le sujet sont à éviter, ainsi que les répétitions de liens vers un même terme.
- Les liens externes sont à placer uniquement dans une section « Liens externes », à la fin de l'article. Ces liens sont à choisir avec parcimonie suivant les règles définies. Si un lien sert de source à l'article, son insertion dans le texte est à faire par les notes de bas de page.
- La présentation des références doit suivre les conventions bibliographiques. Il est recommandé d'utiliser les modèles {{Ouvrage}}, {{Chapitre}}, {{Article}}, {{Lien web}} et/ou {{Bibliographie}}. Le mode d'édition visuel peut mettre en forme automatiquement les références.
- Insérer une infobox (cadre d'informations à droite) n'est pas obligatoire pour parachever la mise en page.

Pour une aide détaillée, merci de consulter Aide:Wikification.
Si vous pensez que ces points ont été résolus, vous pouvez retirer ce bandeau et améliorer la mise en forme d'un autre article.
Vous pouvez aider à l'améliorer ou bien discuter des problèmes sur sa page de discussion.
Sujata Keshavan (née en 1961) est une graphiste indienne. Elle est la fondatrice de Ray and Keshavan, une société de conception de marques basée en Inde,,.

## Jeunesse
Le père de Keshavan était ingénieur et sa mère peintre. Elle a d'abord envisagé d'étudier la médecine, de poursuivre un BSc en mathématiques ou de s'inscrire dans une école d'arts avant de finalement choisir de rejoindre l' Institut national de design d'Ahmedabad

## Éducation
Keshavan est diplômé de l' Institut national de design d'Ahmedabad en 1984. Elle a ensuite poursuivi ses études de maîtrise à l'Université Yale, obtenant en 1987 un Master of Fine Arts en design graphique. À Yale, elle a étudié auprès des designers Paul Rand, Bradbury Thompson, Matthew Carter et Armin Hofmann.

## Carrière

### Ray et Keshavan
Après avoir terminé ses études à Ahmedabad, Keshavan a travaillé dans l'agence de publicité, Response de Ram Ray pendant six mois à partir de janvier 1985. Après avoir obtenu son diplôme de Yale, Keshavan est retourné en Inde. En 1989, elle a cofondé Ray + Keshavan, en Inde, avec son ancien patron Ray. Ses clients ont été Infosys, Kotak Mahindra Bank, Himalaya Drug Co, Bharti Airtel, Hindustan Lever, Reliance, ITC, Wipro, McKinsey, Dr Reddy’s, Dabur, Max Group, TVS, MindTree, ainsi que plusieurs aéroports à travers le pays,.
En 2000, Keshavan a joué un rôle déterminant dans la refonte complète de l'image de la société Himalaya Drug Company, vieille de 130 ans, en retravaillant l'architecture de la marque et en réinventant l'apparence et l'atmosphère de l'entreprise. Sous le nom de marque « Himalaya », l'ADN était « la recherche sur la nature, l'enrichissement de la vie ». C'est également elle qui a donné au MTR indigène un look moderne et international. Elle a également participé à la conception du logo d'Infosys et de l'Université Ashoka . Ray + Keshavan a été acquis par WPP Group Plc en 2006.

### Varana Design Ltée.
En 2016, Keshavan a cofondé Varana Design Ltd., une "marque de mode de luxe artisanale", avec les entrepreneurs Ravi Prasad et Meeta Malhotra. Les tissus sont travaillés à l'aide de techniques indiennes traditionnelles ou de coupes modernes. Le magasin est situé sur Dover Street, dans le quartier de Mayfair à Londres et a été conçu par Keshavan elle-même et l'un des partenaires de Pentagram et architecte londonien William Russell.Ses vitrines sont composées de sculptures en bambou de robes créées par Sandeep Sangaru, un designer de meubles à Bengaluru.

## Récompenses et réalisations
- Keshavan est la seule graphiste indienne à avoir été honorée deux fois en tant que graphiste de l'année lors de la cérémonie annuelle des prix de la publicité et du marketing (A & M)[réf. nécessaire].
- Elle a remporté le Eastern Press Award et le prix Schickle-Collingwood pour son travail exceptionnel[11].
- Elle a reçu le prix de la « Femme professionnelle exceptionnelle de l'année 2007 », décerné par la Fédération des chambres de commerce et d'industrie indiennes (FICCI)[12].
- En 2006, elle a été nommée parmi les 30 femmes les plus puissantes de l'Inde par India Today[13].
- En 2011, elle a été classée 18e sur la liste des femmes les plus puissantes du monde des affaires établie par Fortune India[14].
- Elle est membre du Global Agenda Council on Design & Innovation du Forum économique mondial[15].
- Depuis 2016, elle est membre du conseil d'administration de l' Institut national de design d'Ahmedabad[16].
- En 2019, elle a reçu le prix Design Icons 2019 dans la catégorie Design graphique et communication, décerné par l'India Design Forum[17].

Keshavan a été une conférencière invité à de nombreuses conférences internationales, notamment Design Indaba en Afrique du Sud et l'International Design Center de Nagoya, au Japon[réf. nécessaire]. Elle a été membre du jury du ReBrand 100 à la Rhode Island School of Design et membre du jury de design du Festival international de la publicité Cannes Lions[réf. nécessaire]. Elle a été présidente du jury des Business World Awards for Design Excellence et aussi des prix Design Yatra pour l'excellence du design sud-asiatique[réf. nécessaire].

## Vie personnelle
Keshavan vit à Bangalore et est mariée à l'historien Ramachandra Guha, ils ont eu deux enfants ensemble.